# Democratisch Front (Albanië)
Het Democratisch Front was een overkoepelende organisatie van massaverenigingen in de Volksrepubliek Albanië (Socialistische Volksrepubliek Albanië).
Het Democratisch Front werd in 1945 opgericht als opvolger van het Nationaal Bevrijdingsbeweging (Lëvizje Nacionalçlirimtare). Het LNÇ, een door de Albanese Communistische Partij (Partia Komuniste e Shqipërisë, PKSh) van Enver Hoxha, gedomineerde verzetsbeweging had Albanië bevrijd van de Duitse bezetters en daarna de macht in het land overgenomen. De eerste secretaris van de PKSh, Enver Hoxha, werd in 1945 tevens voorzitter van de Algemene Raad van het Democratisch Front en voorlopig premier.
Voor de parlementsverkiezingen van december 1945 mochten alleen personen die lid waren van het Democratisch Front zich kandidaat stellen. Kandidaten van de rooms-katholieke Bashkimi Shqiptar (Albanese Unie), de Partij van Onafhankelijken, de Monarchistische Partij en de Sociaaldemocratische Partij van Albanië mochten niet meedoen aan de verkiezingen. Het spreekt voor zich dat de communisten het Democratisch Front domineerden, maar er waren ook onafhankelijken lid van het Front. Volgens de officiële cijfers behaalde het Democratisch Front 90% van de stemmen. De verkiezingsuitslag werd niet door westerse landen erkend. Bij de daaropvolgende verkiezingen verkreeg het Democratisch Front altijd rond de 90%, soms zelfs 99,99% van de stemmen! Vanaf de jaren 60 prijkten er alleen nog maar leden van de communistische Albanese Partij van de Arbeid (Partia e Punës e Shqipërisë, PPSh) op de kieslijsten van het Democratisch Front.
Bijna alle Albanezen waren lid van één of meerdere bij het Democratisch Front aangesloten massaorganisaties. Voornaamste taak van het Democratisch Front was de bevolking voor het regime te winnen en te mobiliseren. Desondanks bezat het Democratisch Front weinig invloed. De werkelijke macht lag bij de PPSh. Van de PPSh waren maar weinig Albanezen lid, omdat de lidmaatschapseisen, zoals bij alle communistische partijen, hoog waren.
Na het overlijden van Enver Hoxha (1985) werd Nexhmije Hoxha, zijn weduwe, voorzitster van de Algemene Raad van het Democratisch Front. In 1989 voerde de eerste secretaris en voorzitter van het Presidium van de Volksvergadering (dat wil zeggen staatshoofd), Ramiz Alia, enkele bescheiden hervormingen door en vergrootte hij de macht van het Democratisch Front. Halverwege 1990 werd besloten dat ook niet-communisten zich kanididaat mochten stellen bij verkiezingen, mits zij lid van het Front waren. Hervormingsgezinde krachten kregen de overhand binnen het Democratisch Front, meer dan binnen de PPSh, waar de conservatieven in de loop van 1990 nog steeds veel invloed hadden. De krant van het Front, Bashkimi ("Unie"), werd de spreekbuis van hervormingsgezinden. Omdat de hervormingen echter traag verliepen, werd het onrustig in Albanië. De vicevoorzitter van het Democratisch Front, de bekende schrijver Ismail Kadare, verliet het land uit onvrede over het trage hervormingsproces. Uiteindelijk verving president Ramiz Alia de conservatieve krachten door hervormingsgezinden, zoals Nexhmije Hoxha. Nexhmije Hoxha werd in december 1990 als voorzitter van de Algemene Raad van het Democratisch Front vervangen door premier Adil Çarçani. Oppositiepartijen, zoals de Democratische Partij van Albanië en de Republikeinse Partij van Albanië, werden toegestaan en de PPSh gaf haar monopolie op. De oppositiepartijen hoefden niet lid te zijn van het Democratisch Front en dus was het overbodig geworden. In 1991 werd het Democratisch Front daarom opgeheven.

## Organisaties aangesloten bij het Democratisch Front
- Unie van Albanese Vrouwen[4]
- Unie van de Albanese Jeugd[5]
- Verenigde Unie van Albanese Vakvereniging
  - Unie van Industriële Werkers
  - Unie van Vakwerkers
  - Unie van Landbouwers
- Albanese Unie van Schrijvers en Artiesten[6]

## Krant
De krant van het Democratisch Front was Bashkimi ("Unie"), een van de meest gelezen kranten in het communistische Albanië.

## Voorzitters van het Democratisch Front
| Persoon        | Periode     |
| -------------- | ----------- |
| Enver Hoxha    | 1945 - 1985 |
| Nexhmije Hoxha | 1986 - 1990 |
| Adil Çarçani   | 1990 - 1991 |

## Verwijzingen
1. ↑  Geschiedenis van Albanië, door: George Castellan (1999), blz. 67
2. ↑  Albania at War 1939-1945, door: Bernd J. Fischer (1999), blz. 253
3. ↑  Sinds 1947 de opvolger van de Albanese Communistische Partij.
4. ↑  Jarenlang voorgezeten door mevr. Nexhmije Hoxha
5. ↑  Ramiz Alia was bij de oprichting van deze beweging in 1949 haar eerste voorzitter
6. ↑  Haar voornaamste lid was de schrijver Ismail Kadare